# Savave
Savave è un villaggio di Tuvalu situato sull'isola di Nukufetau.